# Goetzeaceae
Goetzeaceae is een botanische naam, voor van een familie van tweezaadlobbige planten. Een familie onder deze naam wordt eigenlijk zelden erkend door systemen van plantentaxonomie.
Ook het APG-systeem (1998) en het APG II-systeem (2003) kennen een dergelijke familie niet. Volgens APG worden de betreffende planten ingedeeld in de nachtschadefamilie (Solanaceae). Op de APWebsite [7 februari 2007] worden deze planten aangemerkt als de onderfamilie Goetzeoideae, met de kanttekening dat deze onderfamilie ook Duckeodendron cestroides omvat.
Indien erkend omvat de familie zo'n half dozijn soorten die niet al te groot worden.